# Kleines Bezirksgericht
Kleines Bezirksgericht ist ein deutscher Spielfilm des Jahres 1938, der in der Wiener Vorstadt spielt.

## Handlung
Herr Haselgruber ist Amtsdiener aus Leidenschaft in einem kleinen Wiener Bezirksgericht. Nebenbei gibt er unentgeltlich Rechtsberatung im Kaffeehaus von Frau Pieringer und wohnt bei deren besten Freundin Frau Hopfstangl. Wegen des Heiratsschwindlers Berger geraten die beiden Damen aber eines Tages aneinander. Der Prozess wird ausgerechnet in jenem Bezirksgericht ausgetragen, in dem Herr Haselgruber tätig ist. Er gerät zwischen die Fronten, gewinnt dann aber das Herz von Frau Hopfstangl.